# Loshult

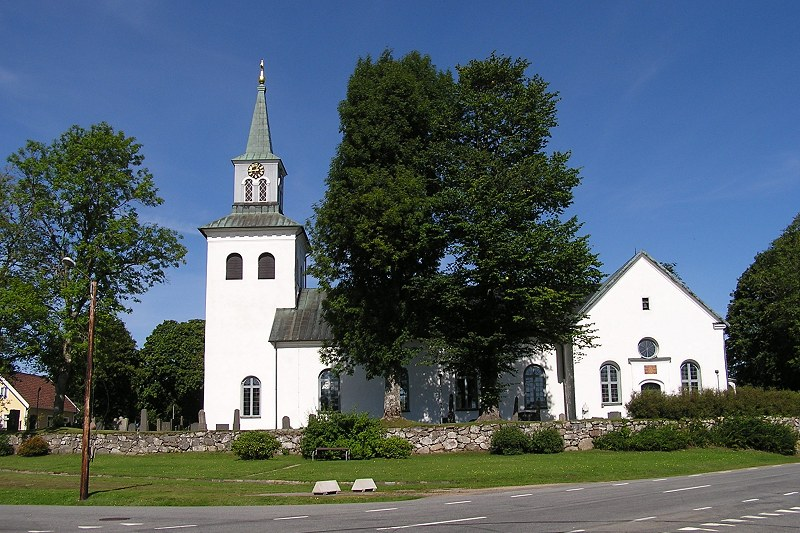
Loshults kyrka från söder.

Loshult är kyrkbyn i Loshults socken och en småort i Osby kommun i Skåne län, belägen cirka en halv kilometer från gränsen till Småland och cirka 5 kilometer från Älmhult.
Riksväg 23 mellan Växjö och Malmö flyttades utanför byn i början av 1990-talet.

## Historia
Här ligger Loshults kyrka, uppförd under medeltiden men till stora delar ombyggd under 1800-talet.
Loshult bestod på 1600-talet av åtta bondgårdar, varav alla utom en fortfarande består i ombyggt och nyare skick. Enskifte och laga skifte genomfördes aldrig fullständigt i byn, och därför består delvis de medeltida ägogränserna i Loshults skogar. Detta är ganska ovanligt, men är förstås inget som syns utåt för den oinvigde.
I äldre tid påverkades Loshult mycket av närheten till den gamla riksgränsen mellan Sverige och Danmark. En gammal förbindelseled mellan länderna förde genom byn, vilket förstås var en fördel i fredstid men ett problem i krigstid. En kilometer söder om byn ligger Losborg och Sigfrids skans, lämningar efter försvarsanläggningar från 1300-talet respektive 1500- eller 1600-talet.
I Loshult inträffade Loshultskuppen den 24 juli 1676 under Skånska kriget. Då överföll en större grupp göingsk och småländsk lokalbefolkning en stor penningtransport tillhörande svenska staten, och förde sedan bort merparten av pengarna.
I mitten av 1970-talet gjorde TV-mannen Lasse Holmqvist en serie program om olika intressanta människor i Loshult.
Loshults byalag består fortfarande. Det sköter en del gemensamma angelägenheter, som skötseln av en allmänning mitt i byn. En gammal tradition med lurblåsning vid sammankallande av byalaget upprätthålls fortfarande.

### Befolkningsutveckling
| Befolkningsutvecklingen i Loshult 1990–2015 | Befolkningsutvecklingen i Loshult 1990–2015 | Befolkningsutvecklingen i Loshult 1990–2015 | Befolkningsutvecklingen i Loshult 1990–2015 | Befolkningsutvecklingen i Loshult 1990–2015 |
| ------------------------------------------- | ------------------------------------------- | ------------------------------------------- | ------------------------------------------- | ------------------------------------------- |
|                                             |                                             |                                             |                                             |                                             |
| År                                          |                                             |                                             | Folkmängd                                   | Areal (ha)                                  |
| 1990                                        | 1990                                        |                                             | 108                                         | 22                                          |
| 1995                                        | 1995                                        |                                             | 107                                         | 23                                          |
| 2000                                        | 2000                                        |                                             | 89                                          | 23                                          |
| 2005                                        | 2005                                        |                                             | 77                                          | 23                                          |
| 2010                                        | 2010                                        |                                             | 90                                          | 27                                          |
| 2015                                        | 2015                                        |                                             | 117                                         | 48                                          |
|                                             |                                             |                                             |                                             |                                             |

## Samhället
Loshult består av en blandning av bondgårdar och moderna villor. 
Södra stambanan passerar utanför byn, men Loshult har aldrig haft någon station vid den. Loshults järnvägsstation fanns istället vid järnvägen Älmhult-Kristianstad, omkring 1 kilometer ifrån byn, men den linjen är sedan länge nedlagd och stationen har blivit privatbostad. 